# أليس شاريثا
أليس شاريثا هو سباح نيبالي، ولد في 4 سبتمبر 1985.

## روابط خارجية
- أليس شاريثا على موقع الاتحاد الدولي للسباحة (الإنجليزية)
- أليس شاريثا على موقع أوليمبيديا (الإنجليزية)